# Lehrgeschwader 1
1-а навчально-бойова змішана ескадра (нім. Lehrgeschwader 1, LG 1) — навчально-бойова змішана ескадра Люфтваффе, що об'єднувала групи винищувачів, бомбардувальників, пікіруючих бомбардувальників, за часів Другої світової війни.

## Історія
1-а навчально-бойова змішана ескадра була сформована 1 листопада 1938 року шляхом переформування навчально-бойової змішаної ескадри «Грайфсвальд».

### Райони бойових дій та дислокації 1-ї ескадри
- Німеччина (листопад 1938 — вересень 1939);
- Польща (вересень 1939);
- Німеччина (вересень 1939 — червень 1940);
- Данія, Норвегія (квітень — травень 1940);
- Франція, Бельгія, Нідерланди, Велика Британія (травень — грудень 1940);
- Німеччина (грудень 1940 — січень 1941);
- Італія (січень — травень 1941);
- Югославія, Греція, Мальта, Середземне море (травень 1941 — травень 1943);
- Італія (травень — серпень 1943);
- Австрія (серпень — листопад 1943);
- Греція (листопад 1943 — січень 1944);
- Італія (січень — червень 1944);
- Бельгія (червень — серпень 1944);
- Німеччина (вересень 1944 — травень 1945).

### Основні райони базування штабу 1-ї навчально-бойової ескадри[1]
| Час                               | Місто                     | Основний літак  |
| --------------------------------- | ------------------------- | --------------- |
| 1 листопада 1938 — 12 серпня 1939 | Грайфсвальд               | He 111H         |
| 12 серпня — 4 вересня 1939        | Нойгаузен                 | He 111H         |
| 4 — 12 вересня 1939               | Езау                      | He 111H         |
| 12 вересня — 6 листопада 1939     | Грайфсвальд               | He 111H         |
| 7 листопада 1939 — квітень 1940   | Лангенгаген               | He 111H/ Ju 88A |
| квітень — 1 травня 1940           | Шлезвіг                   | He 111H/ Ju 88A |
| 1 травня — червень 1940           | Дюссельдорф               | He 111H/ Ju 88A |
| червень — липень 1940             | Лілль                     | Ju 88A          |
| 1 липня — 15 грудня 1940          | «Орлеан-Брісі» (база ВПС) | Ju 88A          |
| 15 грудня 1940 — 6 січня 1941     | «Лехфельд» (база ВПС)     | Ju 88A          |
| 6 січня — 1 травня 1941           | Катанія                   | Ju 88A          |
| 1 травня 1941 — 17 лютого 1942    | Елефсін                   | Ju 88A          |
| 17 лютого — вересень 1942         | Іракліон                  | Ju 88A          |
| вересень — 7 травня 1943          | Елефсін                   | He 111H/ Ju 88A |
| 7 травня — 31 серпня 1943         | Фоджа                     | Ju 88A          |
| 31 серпня — 15 листопада 1943     | Вінер-Нойштадт            | Ju 88A          |
| 15 листопада 1943 — 22 січня 1944 | Елефсін/Дафні             | Ju 88A          |
| 22 січня — 10 березня 1944        | Авіано                    | Ju 88A          |
| 10 — 16 березня 1944              | Геді                      | Ju 88A          |
| 16 березня — 1 квітня 1944        | Вінер-Нойштадт            | Ju 88A          |
| 1 квітня — 10 червня 1944         | Геді                      | Ju 88A          |
| 10 — 16 червня 1944               | «Ле-Кюлот» (база ВПС)     | Ju 88A          |
| 16 червня — 30 серпня 1944        | Завентем                  | Ju 88A/S        |
| 30 серпня — 10 вересня 1944       | Райне                     | Ju 88S          |
| 10 — 15 вересня 1944              | Кельн-Остгейм             | Ju 88S          |
| 15 — 18 вересня 1944              | Геннеф                    | Ju 88S          |
| 18 — 25 вересня 1944              | Гесепе                    | Ju 88S          |
| 25 вересня — 7 грудня 1944        | Везендорф                 | Ju 88A/S        |
| 7 грудня 1944 — 5 березня 1945    | Альхорн                   | Ju 88A/S        |
| 5 березня — 22 квітня 1945        | Тройенбріцен              | Ju 88A/S        |
| 22 — 30 квітня 1945               | Шверін                    | Ju 88A/S        |
| 30 квітня — 8 травня 1945         | Шлезвіг                   | Ju 88A/S        |

## Командування

### Командири
- оберст, доктор Роберт Кнаусс (нім. Robert Knauss) (1 листопада 1938 — 17 листопада 1939);
- генерал-майор Альфред Бюловіус (нім. Alfred Bülowius) (17 листопада 1939 — 21 жовтня 1940);
- оберст Фрідріх Карл Кнуст (нім. Friedrich Karl Knust) (21 жовтня 1940 — червень 1942);
- оберст Франц фон Бенда (нім. Franz von Benda) (червень — 2 грудня 1942);
- оберстлейтенант барон Ганс-Вернер фон Бухольц (нім. Hans-Werner Freiherr von Buchholtz) (2 грудня 1942 — 2 серпня 1943)[2];
- оберст Йоахім Гельбіг (нім. Joachim Helbig) (14 серпня 1943 — 2 березня 1945);
- оберстлейтенант Рудольф Галленслебен (нім. Rudolf Hallensleben) (вересень 1944 — січень 1945, ТВО[3]);
- майор Ріхард Чекай (нім. Richard Czekay) (2 березня — 8 травня 1945).

## Бойовий склад 1-ї навчально-бойової змішаної ескадри
- штаб (Stab/LG1)
- I група (I./LG1)
- II група (II./LG1)
- III група (III./LG1)
- IV група (IV.(Stuka)/LG1)
  - запасна ескадрилья IV групи (Erg.Staffel IV./LG1)[4]
- V група (V.(Z)/LG1)[5]
- запасна група LG1 (Erg.Gruppe/LG1)[6]